# Perth Oval
O Perth Oval é um estádio localizado na cidade de Perth, estado de Austrália Ocidental, na Austrália. Foi inaugurado em 1910, em 2004 foi reformado adotando o formato retangular, mas manteve o mesmo nome, tem capacidade atual para 20.500 pessoas, é a casa do time de futebol Perth Glory FC da A-League e do time de rugby Western Force, já foi a casa do time de futebol australiano East Perth Football Club, além de já ter recebido várias finais da West Australian Football League. Também recebeu alguns jogos da Copa do Mundo de Futebol Feminino de 2023.